# Дорога на Александровку

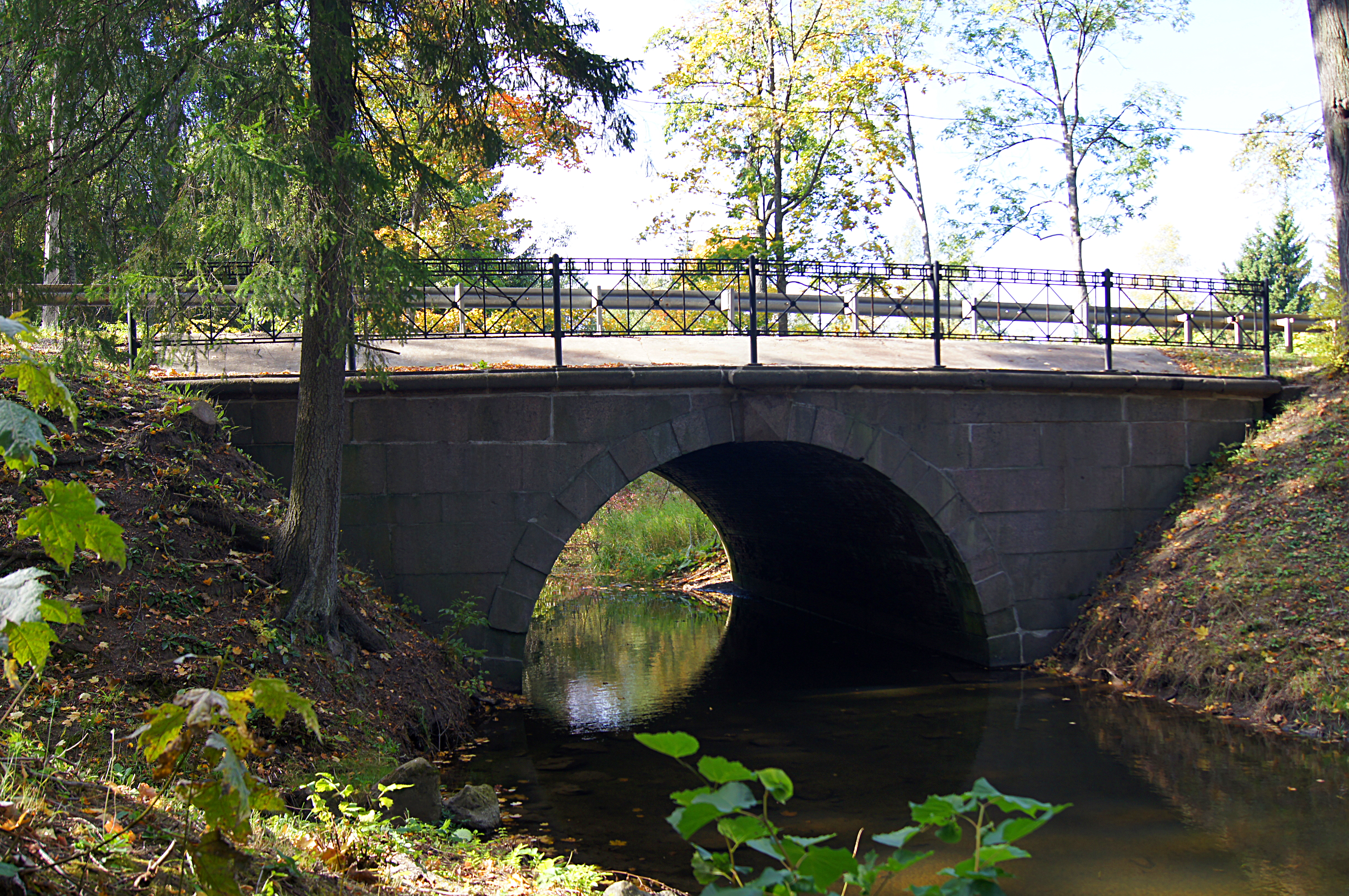
Мост на дороге на Александровку через реку Кузьминку

Доро́га на Алекса́ндровку — дорога в городе Пушкине (Пушкинский район Санкт-Петербурга). Проходит от Баболовского шоссе до границы МО «Посёлок Александровская»; далее продолжается как Волхонское и Ленинградское шоссе (дорога раздваивается). Является продолжением Парковой улицы. Служит границей между Александровским и Баболовским парками.
Название дорога на Александровку появилось в XIX веке — дорога вела в деревню Александровку (ныне посёлок Александровская).
Застройка дороги на Александровку отсутствует. Примерно посреди участка пересекает реку Кузьминку по безымянному мосту.
В 2016 году стало известно, что дорогу на Александровку планируется освободить от автомобильного движения.